# Zīnatlū
Zīnatlū (persiska: زينَتلو, زینتلو) är en ort i Iran.   Den ligger i provinsen Östazarbaijan, i den nordvästra delen av landet, 500 km väster om huvudstaden Teheran. Zīnatlū ligger 1 307 meter över havet och antalet invånare är 306. Den ligger vid sjön Lake Urmia.
Terrängen runt Zīnatlū är platt åt nordväst, men åt sydost är den kuperad. Runt Zīnatlū är det ganska tätbefolkat, med 192 invånare per kvadratkilometer. Närmaste större samhälle är Alvānaq, 16,6 km öster om Zīnatlū. Trakten runt Zīnatlū består i huvudsak av gräsmarker.